# Lee Grodzins

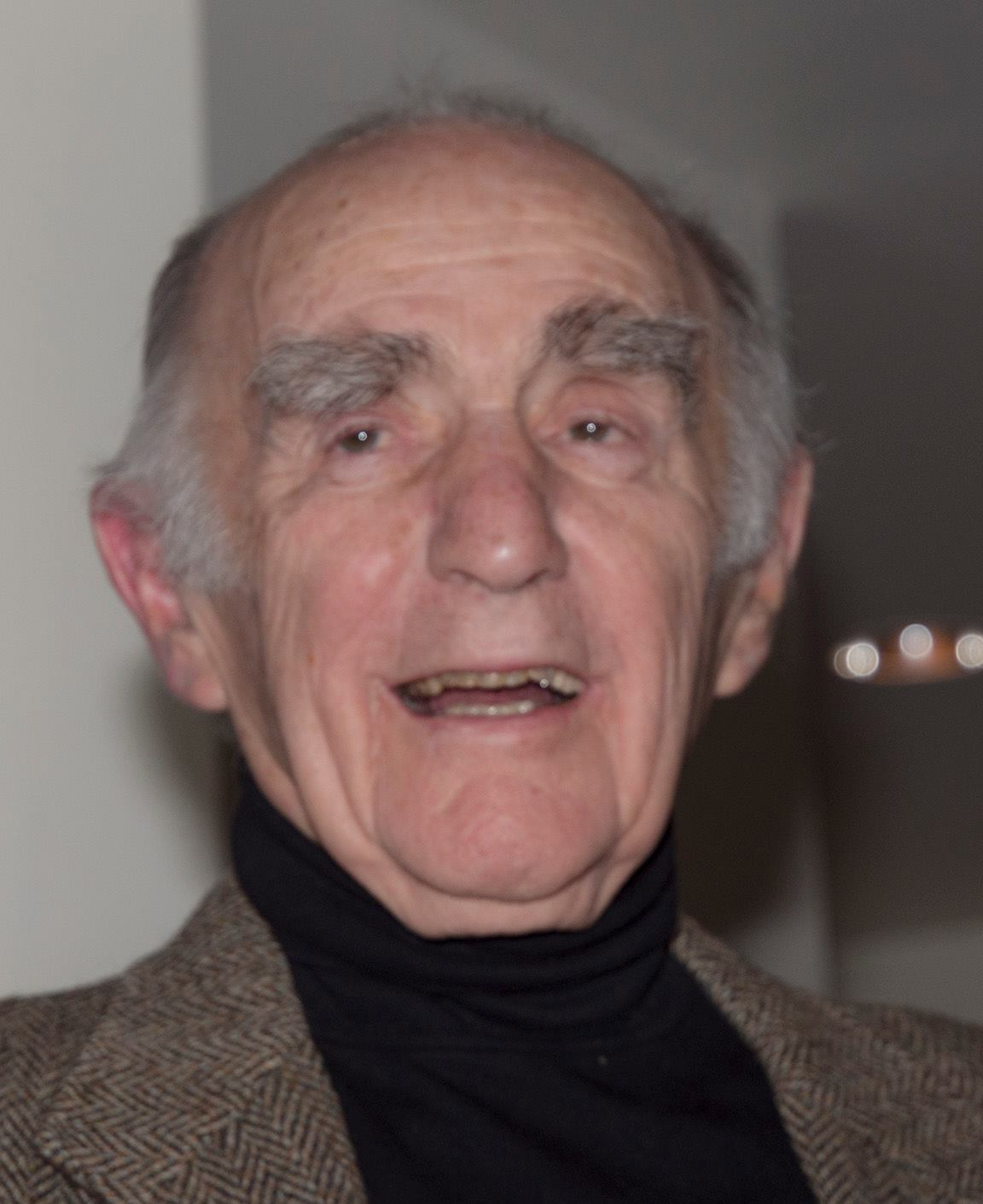
Lee Grodzins

Lee Grodzins (* 10. Juli 1926 in Lowell, Massachusetts; † 6. März 2025 in Weston, Massachusetts) war ein US-amerikanischer Physiker am Massachusetts Institute of Technology.
1954 erhielt er den Ph. D. in Physik an der Purdue University. Er blieb dort bis 1955 als Dozent für Physik und war anschließend bis 1959 Forscher am Brookhaven National Laboratory. Im Goldhaber-Experiment, das er von 1956 bis 1958 zusammen mit Maurice Goldhaber und Andrew Sunyar durchführte, wurde die Helizität der Neutrinos bestimmt – sie sind linkshändig, was die V-A-Theorie der schwachen Wechselwirkung (und nochmals die Paritätsverletzung) bestätigte. 1959 ging er zum MIT, wo er von 1966 bis 1998 Professor war.
Er war ein Fellow der American Physical Society und, seit 1977, der American Academy of Arts and Sciences. 1964/65 und 1971/72 war er Guggenheim Fellow. Er gehörte zu den Begründern der Union of Concerned Scientists und war 1972 ihr Vorsitzender. 1998 erhielt er die Ehrendoktorwürde der Purdue University.